# Patricia Arévalo
Ana Patricia Arévalo Majluf (Lima, 4 de enero de 1960) es una comunicadora peruana.

## Biografía
Hija de Gregorio Manuel Arévalo Delgado y Aida Susana Majluf Cahuas. Sobrina del político Víctor Manuel Arévalo Delgado.
Estudió Lingüística y Literatura en la Pontificia Universidad Católica del Perú y es magíster en Comunicaciones por la misma casa de estudios.
En febrero de 2006 fue nombrada miembro del directorio de la Empresa Peruana de Servicios Editoriales - Editora Perú (que agrupa al diario El Peruano, la agencia Andina y la empresa Servicios Editoriales y Gráficos). En 2010 se desempeñó como presidenta del directorio de Editora Perú.
Desde 2006 es directora del Fondo Editorial de la Pontificia Universidad Católica del Perú.
De 2014 a 2016 fue vicepresidenta de la Cámara Peruana del Libro.
Para las elecciones generales de Perú de 2021 postuló a la primera vicepresidencia de la República en la plancha liderada por George Forsyth, por el partido Victoria Nacional y a una curul en el Congreso De La República en la lista por Lima.